# Amar después de amar
Amar después de amar é uma telenovela argentina produzida pela Telefe e exibida entre 23 de janeiro e 18 de maio de 2017.
Protagonizada por Mariano Martínez, Isabel Macedo, Eleonora Wexler e Federico Amador e antagonizada por Virginia Lago.
A novela teve dois remakes, sendo esses o remake mexicano Caer en tentación e o remake português Amar Depois de Amar.

## Sinopse
O acidente de um casal na estrada nos deixa dezenas de perguntas: o corpo da mulher sumiu; o homem permanece em coma. A identidade dos dois revela um segredo: eles não eram casados, mas sim amantes.
Três anos atrás, uma amizade entre dois casais se torna o começo de um amor proibido. Raquel (Isabel Macedo) e Damián (Federico Amador), um casal de empresários pesqueiros, conhecem Carolina (Eleonora Wexler), uma jovem dona de casa e seu marido, Santiago (Mariano Martínez), um trabalhador da construção civil no processo de expansão.
A mudança de escola dos filhos adolescentes de ambos cruza os caminhos dos casais. Eles sabem que a reunião das famílias despertará a inevitável relação entre Carolina e Damián.
Uma história em duas etapas. O amor secreto dos amantes no passado. E a dor dos enganados no presente, que vai acabar sendo uma grande história de amor.

## Elenco
| Ator                 | Personagem                    |
| -------------------- | ----------------------------- |
| Mariano Martínez     | Santiago José Alvarado        |
| Isabel Macedo        | Raquel Judith Levin de Kaplan |
| Eleonora Wexler      | Carolina Fazzio de Alvarado   |
| Federico Amador      | Damián Kaplan                 |
| Michel Noher         | Detetive Emeterio Godoy       |
| Manuela Pal          | Laura Eyzaguirre de Godoy     |
| Delfina Chaves       | Mía Kaplan                    |
| Franco Masini        | Nicolás Alvarado              |
| Camila Mateos        | Lola Alvarado                 |
| Manuel Ramos         | Federico Kaplan               |
| Virginia Lago        | Myriam Cohen de Kaplan        |
| Santiago Pedrero     | Kevin                         |
| Liliana Cuomo        | Jovita                        |
| Germán De Silva      | Pedro Cárcamo                 |
| Hernán Jiménez       | Amílcar "Mocheta" Villoldo    |
| Agustín Vera         | Gustavo "Bebo" Correa         |
| Cala Zavaleta        | Cynthia Levin                 |
| Gastón Ricaud        | Andrés Kaplan                 |
| Macarena Suárez      | Luz Novikov                   |
| Claudio Rissi        | Delegado Antonio Valente      |
| Maximiliano Ghione   | Fiscal Isaac Roth             |
| Brenda Gandini       | Alina Cifuentes               |
| Marita Ballesteros   | Azucena                       |
| Juan Bautista Greppi | Juan                          |
| Roberto Vallejos     | Vicente Fazzio                |

## Audiência
O primeiro capítulo teve média de 12,3 pontos de rating. O último capítulo teve média de 14,3 pontos de rating.